# Vysoké Tatry
Vysoké Tatry (mađ. Magastátra, njem. Hohe Tatra) grad je u Prešovskom kraju u sjeveroistočnoj Slovačkoj. Upravno pripada Okrugu Poprad. 

## Povijest
Današnji grad stvoren je 1990. godine i ima kompliciranu administrativnu povijest i podjelu.
Vysoké Tatry su općina ali ne i grad, općina je stvorena još 1947. na području sljedećih općina: Batizovce, Huncovce, Folvarky, Gerlachov, Kežmarok, Liptovská Kokava, Mlynica, Nová Lesná, Malý Slavkov, Mengusovce i Vysoké Tatry. Do tada je pojam Vysoké Tatry označavao planinu Vysoké Tatre (hrv. Visoke Tatre).
Godine 1954. dijelovi općina Pribylina, Východná i Liptovská Kokava su dodani Vysokim Tatrama. Starý Smokovec je sjedište Vysokih Tatri.
Godine 1960. općina Vysoké Tatre prestala da postoji i podijeljena je na sljedeće zasebne općine: Starý Smokovec (sa statusom grada), Štrbské Pleso, Tatranská Lomnica, Ždiar i Štôla. Međutim od 1964. su te općine imale opet zajedničku lokalnu vlast, iako su ostale zasebne općine.
Godine 1990. tri općine Starý Smokovec, Štrbské Pleso i Tatranská Lomnica su spojene u grad Starý Smokovec (ime je dobio po mjestu koje služi kao sjedište vlasti). Preostale općine Ždiar i Štôla još uvijek su samostalne općine.
Godine 1999. grad Starý Smokovec je preimenovan Vysoké Tatry.

## Stanovništvo
| Godina:     | 1993. | 2003.   | 2013.    | 2023.   |
| ----------- | ----- | ------- | -------- | ------- |
| Broj ljudi: | 5689  | 5122    | 4158     | 3782    |
| Razlika:    |       | -9,96 % | -18,82 % | -9,04 % |

| Godina:     | 2022. | 2023.   |
| ----------- | ----- | ------- |
| Broj ljudi: | 3838  | 3782    |
| Razlika:    |       | -1,45 % |

Prema procjeni stanovništva iz 2004. godine grad je imao 4.953 stanovnika. Po popisu stanivništva iz 2001. godine u gradu je živjelo najviše Slovaka.
- Slovaka 92,95 %
- Čeha 2,22 %
- Mađara 0,57 %
- Nijemaca 0,26 %
- Rusina 0,17 %

Prema vjeroispovijesti najviše je rimokatolika 61,96 %, ateista 18,96 %,  luterana 7,64 % i grkokatolika 3,62 %.

## Vanjske poveznice
- Službena stranica grada

### Ostali projekti
|  | Zajednički poslužitelj ima još gradiva o temi Vysoké Tatry |